# Piane Crati
Piane Crati là một thị xã và comune  ở tỉnh Cosenza trong vùng Calabria miền nam nước Ý.
Đô thị Piane Crati có diện tích 2 ki lô mét vuông, dân số thời điểm năm 2007 là 1447 người.
Đô thị này có các đơn vị dân cư (frazioni) sau: